# 666.667 Club
Albums de Noir Désir
Dies irae
(1994) One Trip/One Noise
(1998)
Singles
1. Un jour en France
Sortie : 1996
2. À ton étoile
Sortie : 1997
3. L'Homme pressé
Sortie : juin 1997

666.667 Club est le cinquième album studio du groupe de rock français Noir Désir, sorti en 1996. La musique s'y fait plus calme que sur l'album précédent et l'accent est mis sur les textes avec certains morceaux intimistes et d'autres abordant des thèmes politiques ou sociaux qui donnent à Noir Désir son étiquette de groupe engagé. L'album est le plus grand succès commercial du groupe jusqu'alors, obtenant un double disque de platine en France.

## Historique
L'album est produit par Ted Niceley et Noir Désir, et enregistré et mixé par Andy Baker au studio du Manoir dans les Landes en août 1996. Alors que l'album est en phase de préparation, le bassiste Frédéric Vidalenc quitte le groupe, car il n'a plus la motivation nécessaire notamment pour les tournées et désire se consacrer à la voile, et il est remplacé un peu avant l'entrée en studio par Jean-Paul Roy, qui était technicien du groupe pendant les tournées. Frédéric Vidalenc figure néanmoins sur l'album à travers la chanson Septembre, en attendant, qu'il a composée et sur laquelle il assure la basse. Une autre chanson est enregistrée avec l'ancien bassiste, Back to You, en 1993, qui servira de face B au single L'homme pressé après avoir été publiée dans une compilation allemande en 1994 (épuisée depuis).
Le titre de l'album tient son origine d'un concours entre les membres du groupe, arbitré par un métronome électronique, pour savoir qui jouerait le plus rapidement sur un clavier. Tous arrivent à 666, d'où l'idée du club de ce nombre, auquel est ajouté 667 pour ne pas se limiter au nombre de la Bête. L'album s'ouvre par le morceau homonyme et instrumental qui passe du rock à un mélange de raï et de free jazz. Les chansons de l'album sont plus calmes que celles de Tostaky, notamment À ton étoile, Ernestine, Septembre, en attendant et À la longue. Serge Teyssot-Gay explique à ce sujet « On a joué tellement à fond au cours des dernières années qu'il faut maintenant inventer quelque chose d'autre […] Le recours systématique à la rage et au volume sonore ne mènerait à rien ». En outre, après son opération aux cordes vocales, Bertrand Cantat est obligé de ménager sa voix et chante dans un registre plus bas. Certaines chansons comme Fin de siècle, Un jour en France, Comme elle vient et L'Homme pressé sont néanmoins plus enlevées.
L'album aborde plus le sujet de la politique ou des préoccupations de société que les précédents. Fin de siècle dresse un bilan cynique du XXe siècle, Un jour en France reprend le thème de la montée de l'extrême droite, déjà abordé dans l'album précédent avec Here It Comes Slowly, Les Persiennes aborde celui des femmes voilées, et même À ton étoile comporte une référence au sous-commandant Marcos. L'Homme pressé, deuxième single extrait de l'album, caricature le prototype de l'arriviste prêt à tout pour obtenir l'argent et le pouvoir. Bertrand Cantat s'exprime du point de vue de ce personnage avec un débit de parole proche de celui d'un rappeur. La fin de la chanson, « Love, love, love, dit-on en Amérique ; lioubov en Russie soviétique ; amour aux quatre coins de France », est une reprise du refrain de la chanson Love, lioubov, amour, de la chorale d'enfants Les Poppys.
Le violoniste hongrois Félix Lajkó participe à l'enregistrement de l'album pour les chansons Ernestine et Septembre, en attendant, tout comme le multi-instrumentiste Akosh Szelevényi, lui aussi hongrois, qui collabore sur Les Persiennes et 666.667 Club. La piste cachée Song for JLP est un hommage à Jeffrey Lee Pierce, chanteur du groupe The Gun Club, décédé en 1996.
Les photographies du livret de l'album sont dues à Henri-Jean Debon (réalisateur de la plupart des clips du groupe), Didier Robcis et Alexandre Gaultier. Le recto de la pochette est une photo d'un ciel mi-bleu et ensoleillé, mi-nuageux et ne comporte aucune inscription. Le verso est une photo de l'arrière du crâne du prince Charles [réf. nécessaire].

## Tournée
La tournée promotionnelle de l'album commence en novembre 1996 avec des dates dans toute la France, ainsi qu'en Belgique et en Suisse, jusqu'en avril 1997. Elle se poursuit avec des concerts en Allemagne et aux Pays-Bas en mai, un passage en Amérique du Sud en juin et une série de festivals estivaux. Quelques concerts de bienfaisance sont donnés à l'automne 1997, notamment en faveur de l'association le Sous-marin, fermée par la municipalité de Vitrolles, et en soutien aux Indiens du Chiapas.

## Accueil
666.667 Club atteint la première place du classement de ventes d'albums en France, classement dans lequel il reste 90 semaines, dont une semaine à la première place et 21 semaines dans le top 10. L'album s'est vendu à plus d'un million d'exemplaires en Europe en 2002 et est certifié double disque de platine en France.
Selon l'édition française du magazine Rolling Stone de février 2010, cet album est le 12e meilleur album de rock français. Emmanuel Tellier, des Inrockuptibles, évoque des « textes denses, longs, troublés. Sujets inquiets, souvent noirs, mais toujours éveillés. Belles trouvailles lexicales, nues et vêtues à la fois, qui giclent comme des slogans pénétrants » et des « musiciens capables de faire sonner les tempêtes (Comme elle vient, Un jour en France ou Prayer for a Wanker) comme les éclaircies (À ton étoile, À la longue ou Lazy) avec la même acuité ». Pour Anthony Triaureau, de Music Story, qui lui donne 4,5 étoiles sur 5, « la finesse de la voix et l’acuité des textes prennent le pas sur les vociférations omniprésentes de Tostaky », et les « morceaux politisés comme jamais » « confèrent à Noir Désir l’étiquette de groupe engagé qui ne les quittera plus » même si le groupe « dévoile toute sa sensibilité » avec les « envoûtants Lazy et Septembre, en attendant » et les « joyaux lyriques Ernestine et À la longue ». Pour le site Forces parallèles, qui lui donne 4 étoiles sur 5, « cet album turbulent restera le plus emblématique du groupe, pas vraiment le meilleur puisque la musique s'épuise en faveur de la voix et des textes de son leader désormais charismatique » car la seule surprise musicale est « le beat disco de L'Homme pressé » mais où les « prises de position réjouissantes » côtoient un rock « intimiste et sentimental ».
Lors des Victoires de la musique 1998, le groupe obtient deux récompenses, celles du groupe et de la chanson de l'année (pour L'Homme pressé). L'Homme pressé est aussi nommé dans la catégorie du meilleur clip sans obtenir la récompense.
Depuis la décennie 2020, l'album et ses chansons, pourtant acclamées, connaissent désormais une diffusion médiatique très limitée à l'instar de la discographie du groupe en raison des actes du chanteur.

## Liste des chansons
Toutes les paroles sont écrites par Bertrand Cantat, toute la musique est composée par Noir Désir sauf Septembre, en attendant composée par Frédéric Vidalenc.
| 1.  | 666.667 Club                | 3:41 |
| 2.  | Fin de siècle               | 5:34 |
| 3.  | Un jour en France           | 3:02 |
| 4.  | À ton étoile                | 4:23 |
| 5.  | Ernestine                   | 4:42 |
| 6.  | Comme elle vient            | 2:25 |
| 7.  | Prayer for a Wanker         | 3:09 |
| 8.  | Les Persiennes              | 4:09 |
| 9.  | L'Homme pressé              | 3:46 |
| 10. | Lazy                        | 5:34 |
| 11. | À la longue                 | 4:27 |
| 12. | Septembre, en attendant     | 2:38 |
| 13. | Song for JLP (piste cachée) | 2:29 |

## Classements et certifications
| France | Belgique | Suisse | Italie |
| ------ | -------- | ------ | ------ |
| 1      | 9        | 12     | 6      |

| Pays   | Ventes    | Certification | Date |
| ------ | --------- | ------------- | ---- |
| France | 600 000 + | 2 × Platine   | 1997 |
| Suisse | 25 000 +  | Or            | 1997 |

## Crédits
| Noir Désir - Bertrand Cantat – chant, guitare, harmonica, tom - Serge Teyssot-Gay - guitare, orgue - Denis Barthe - batterie, percussions, chœurs - Jean-Paul Roy - basse Musiciens additionnels - Frédéric Vidalenc - basse sur Septembre, en attendant - Félix Lajkó - violon - Akosh Szelevényi - saxophone, sanza, bombarde transylvanienne, clarinette basse, cloches tibétaines | - Ted Niceley – producteur - Andy Baker – mixage - Karim Benzerzour – ingénieur du son additionnel - Olivier Genty - ingénieur du son préproduction - Henri-Jean Debon - design - Alexandre Gaultier, Didier Robcis, Henri-Jean Debon - photographie |